# متنین
متنین (به عربی: متنین) یک روستا در سوریه است که در حماه واقع شده‌است. متنین ۲٬۴۴۶ نفر جمعیت دارد.